# Bolivaritettix sikkinensis
Bolivaritettix sikkinensis är en insektsart som först beskrevs av Bolívar, I. 1909.  Bolivaritettix sikkinensis ingår i släktet Bolivaritettix och familjen torngräshoppor. Inga underarter finns listade i Catalogue of Life.